# Bergeracois
Le Bergeracois est une région naturelle de France située en région Nouvelle-Aquitaine, au sud ouest du département de la Dordogne. Elle correspond pour l'essentiel à la région touristique du Périgord pourpre.

## Géographie

### Situation
Le Bergeracois est situé au sud-ouest du département de la Dordogne. Il est entouré au nord par le Périgord central et le Landais, à l'est par le Périgord noir, au sud par le Haut-Agenais et à l'ouest par l'Entre-deux-Mers.